# 何塞·巴里奥努埃沃
何塞·巴里奥努埃沃·佩尼亚（西班牙語：José Barrionuevo Peña，1942年3月13日—）是西班牙政治家。1982年至1988年担任内政大臣。因涉嫌参与对恐怖组织埃塔的“肮脏战争”而被判入狱。

## 生平
1942年3月13日生于阿尔梅里亚省贝尔哈。毕业于马德里康普顿斯大学法律专业。1979年成为马德里市议会议员，负责市镇警察事务。1982年西班牙工人社会党赢得大选后，担任首相冈萨雷斯内阁的内政大臣。他是受前任内政大臣罗松的推荐而就任这个职位的。在1988年7月的内阁重组中，他转任交通、旅游与通信大臣，原职位由何塞·路易斯·科奎拉接替。

## 争议
何塞·巴里奥努埃沃在内政大臣任期内对巴斯克民族主義者采取了严厉和暴力的政策。直到1994年12月16日，两名警察找到巴爾塔薩·加爾松，向他透露了何塞·巴里奥努埃沃和其他高级官员与反恐怖主义解放团的联系。
反恐怖主义解放团是1980年代初成立的一个反对巴斯克恐怖组织埃塔的民间组织。何塞·巴里奥努埃沃作为内政部领导人，涉嫌参与并秘密组织对埃塔的暴力行动。根据警察的证词，何塞·巴里奥努埃沃等前内务部高官在1996年初受到审判，罪名是涉嫌资助和指挥二十多起对埃塔的谋杀案。1996年1月24日，他的罪名成立，被判处10年有期徒刑。1998年7月29日被关入监狱。他不服判决，再次提起上诉。同年12月21日被最高法院减刑，1999年初出狱。2004年完全获释。出狱后在劳工部担任劳动监察员。
2001年9月因涉嫌滥用公款再次受到审讯。后任内政大臣何塞·路易斯·科奎拉也受到审讯。2002年1月，两人都被宣判无罪。